# I Don't Want the Night to End
Albums de Sylvie Vartan
Fantaisie
(1978) Déraisonnable
(1979)
I Don't Want the Night to End est le 20e album studio (et une chanson)  de Sylvie Vartan enregistré aux États-Unis, sorti en 1979 en 33 tours, et K7 audio chez RCA, il ne sera disponible en CD (mini LP réplica) qu'à partir de 2013.
Cet album disco enregistré entièrement en anglais aux États-Unis bénéficiera d'une distribution internationale faisant parcourir le monde entier à la chanteuse afin de le promouvoir. Ce 33 tours se classera dans les charts en France, en Allemagne, aux Pays-bas, en Espagne, au Canada, au Royaume-Uni, en Amérique du Sud et aux États-Unis.
La chanson éponyme, qui s'inscrit parfaitement dans la mouvance disco, est choisie par RCA pour être mise en avant. Le titre bénéficiera de plusieurs mix. La version originelle se trouve uniquement sur le 33 tours de l'époque (elle n'a pas été rééditée dans l'intégrale studio de 1995).
Outre les titres disco (Please stay et Dance to the rythm of your love), l'album comprend des ballades (Easy love, Distant shores, Don't you worry) et deux titres résolument rock (Keep on rockin'  et Hot time tonight).
Certains de ces titres seront interprétés sur scène au cours de la tournée 1980.

## Liste des titres

### Face A
1. I don't want the night to end
2. Please stay
3. Easy love
4. Distant shores
5. The rest of my life

### Face B
1. Pure love
2. Don't you worry
3. Keep on rockin
4. Dance to the rhythm' of your love
5. Hot time tonight

## Extraits
- I don't want the night to end / Distant shores
- Please stay / Easy love.

Les deux chansons I don't want the night to end et Please stay seront les premiers clips de la chanteuse au cours de sa carrière.

## Versions deI don't want the night to end
- version album
- version 45 tours
- version longue (identique à la version album mais plus longue de deux minutes)
- version longue remixée (proposée sur le maxi vinyle en 1979)